# Geografia Brytyjskich Wysp Dziewiczych

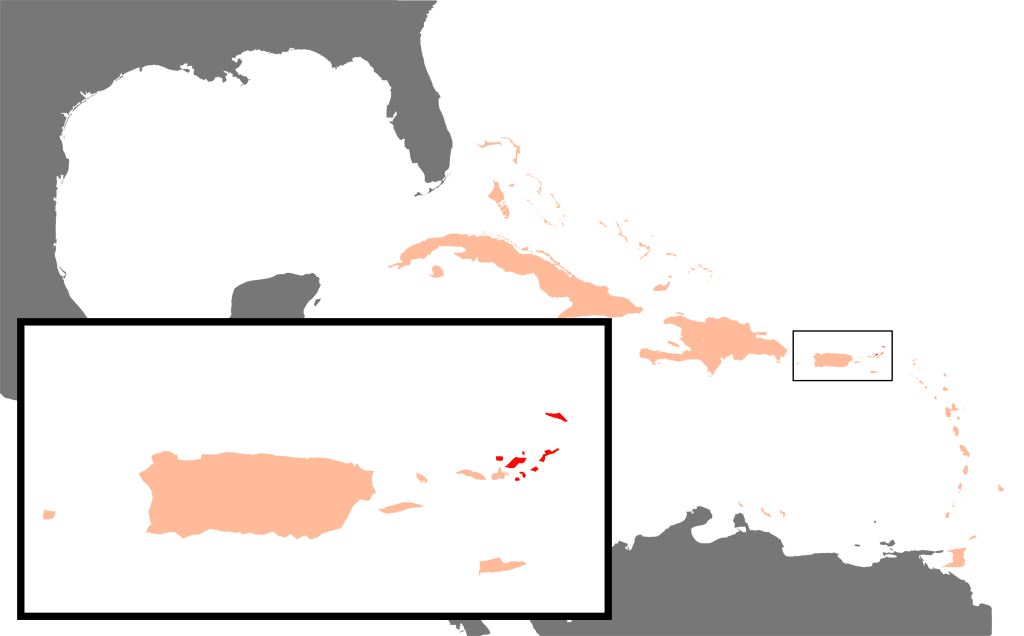
Położenie wysp

Brytyjskie Wyspy Dziewicze są niewielkim wyspiarskim terytorium należącym do Wielkiej Brytanii. Wyspy te leżą w basenie Morza Karaibskiego, w archipelagu Małych Antyli. Wyspy te są najbardziej na północ wysunięte ze wszystkich Wysp Nawietrznych. Brytyjskie Wyspy Dziewicze charakteryzują się urozmaiconą rzeźbą terenu i tropikalnym klimatem. Wyspy te zostały odkryte przez Krzysztofa Kolumba w 1493 roku.

## Powierzchnia, skrajne punkty i granice
Powierzchnia – 153 km²

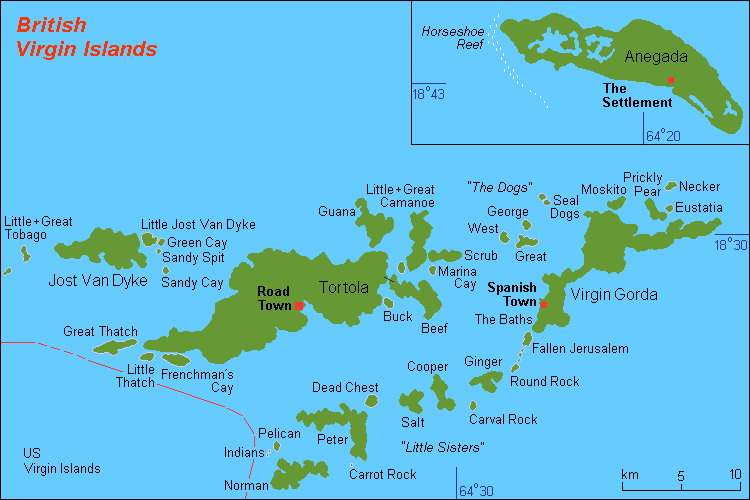
Mapa wysp

Skrajne punkty: północny 18°50'N, południowy 18°15'N, zachodni 64°50'W, wschodni 64°10'W. Wyspy rozciągają się równoleżnikowo na długości około 50 km.
Brytyjskie Wyspy Dziewicze od wschodu graniczą poprzez wody terytorialne z Wyspami Dziewiczymi Stanów Zjednoczonych.

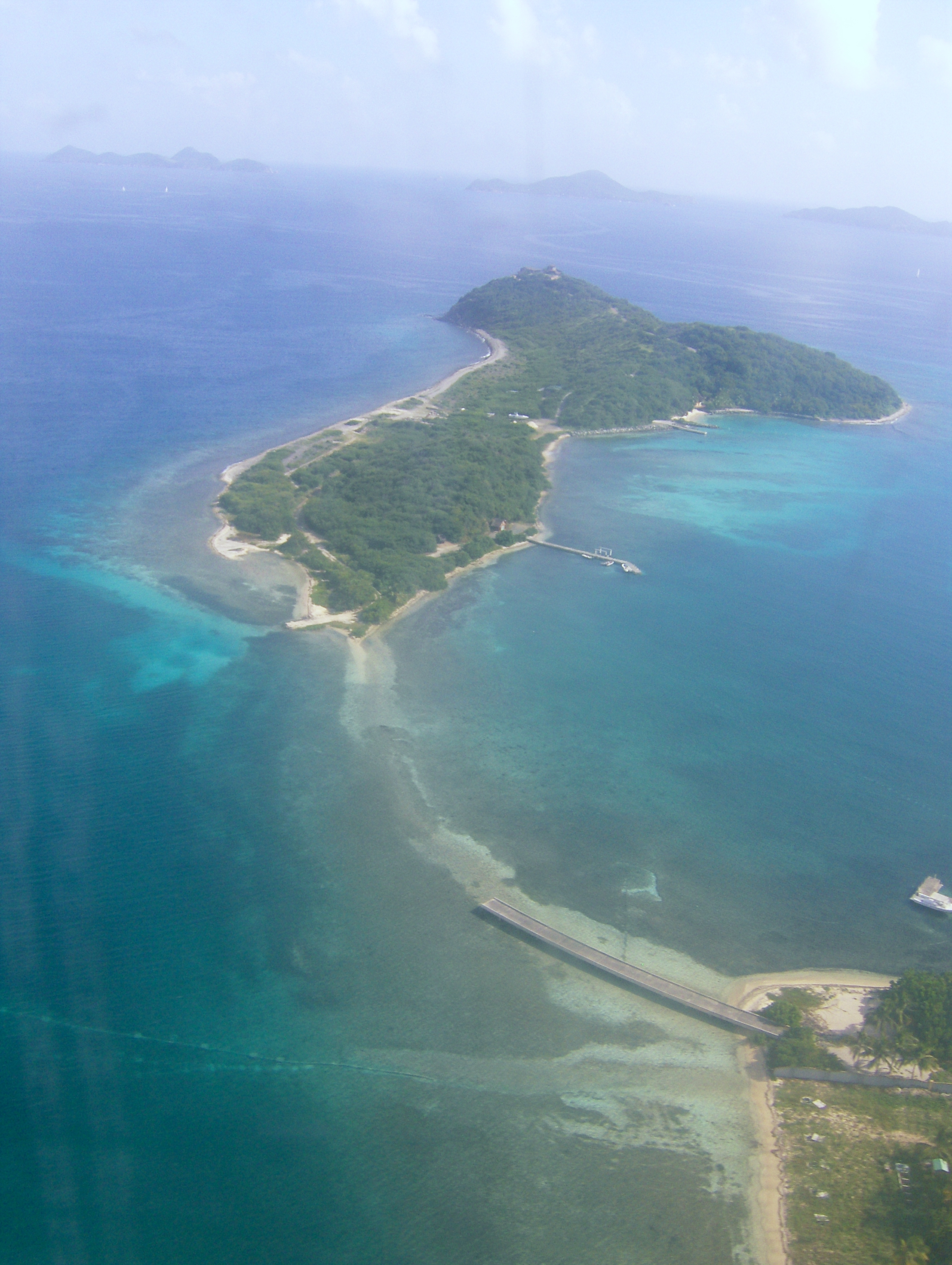
Jedna z wysp widziana z lotu ptaka

Linia brzegowa – 80 km

## Ukształtowanie poziome
Archipelag Brytyjskich Wysp Dziewiczych obejmuje 36 wysp i wysepek, gdzie 11 z nich jest niezamieszkanych. Archipelag można podzielić na trzy części. Pierwszą jest ciąg głównych wysp do których należą: Great Thatch, Tortola, która jest największa i ma powierzchnię 54 km², Guana Island, która leży na północ do Tortoli, Beef Island, która jest od Tortoli oddzielona wąską cieśniną, następnie leżąca na północ od Beef Island wyspa Scrub Island, leżąca dalej na wschód Virgin Gorda (21 km²0 i Prickly Pear Island. Drugą część stanowi ciąg mniejszych wysp, leżących na południe, równolegle do głównych wysp. Są to: Norman Island, Peter Island, Salt Island, Cooper Island i Ginger Island. Ostatnią część stanowi odosobniona wyspa Anegada (39 km², oddalona od reszty o około 24 km. Ponadto czwartą grupę stanowią dwie wyspy: Jost Van Dyke (8 km²) i Little Jost Van Dyke. Obie wyspy leża 5 km na północny wschód od Tortoli. Oprócz tych wymienionych do archipelagu należy kilkanaście mniejszych wysepek.

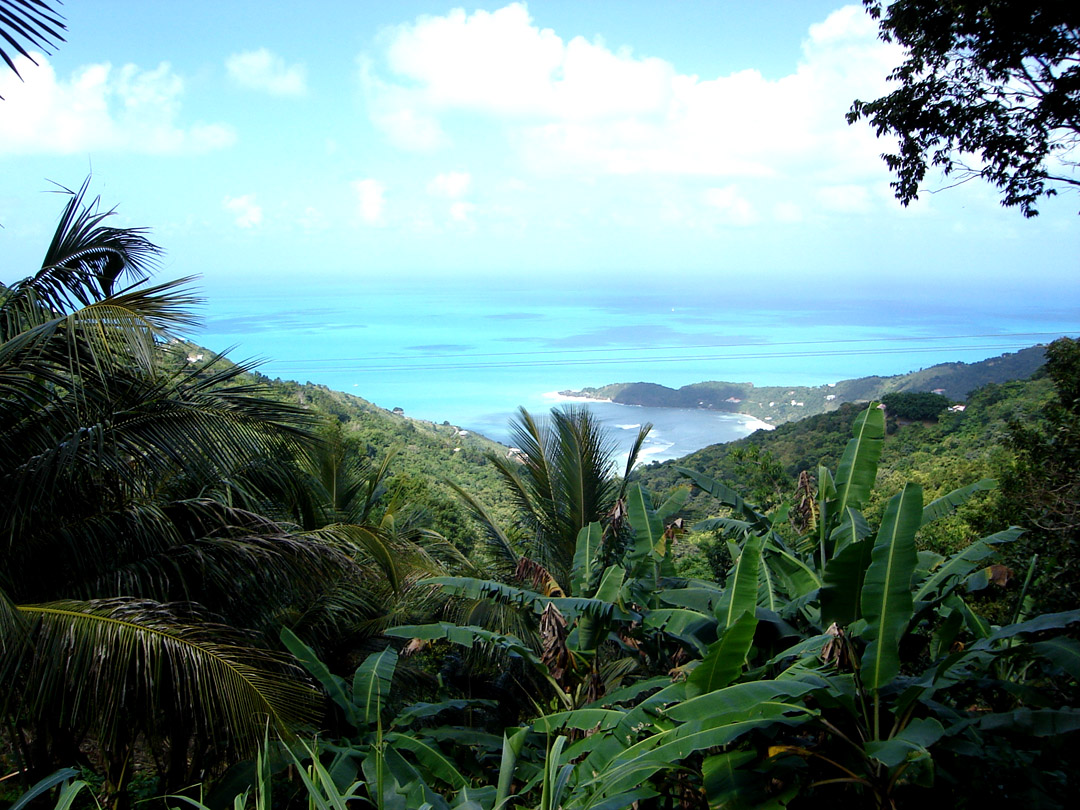
Tortola

Praktycznie wszystkie wyspy cechują się dobrze urozmaiconą linią brzegową, gdzie liczne są zarówno małe jak i duże zatoki, łagodne jak i wcięte. Niemal każda z wysp posiada co najmniej jeden półwysep i czy też cypel. Na uwagę zasługują tu przede wszystkim wyspy: Tortola i Virgin Gorda. Także wiele mniejszych wysp jak np. Peter Island czy Ginger Island mają dobrze rozwiniętą linię brzegową, które składają się z szeregu połączonych ze sobą długich i wąskich półwyspów. Nieco mniej rozwiniętą linię brzegową ma Anegada, którą urozmaicają niewielkie, łagodne zatoki. Wybrzeże prawie wszystkich wysp dzieli się na dwa główne typy: plażowe, które stanowi niewielką część, oraz bardziej skaliste i surowe, gdzie w niektórych odcinkach zbocza gór schodzą do morza. Miejscami występują także klify Anegada jest jedyną wyspą, gdzie wybrzeże jest niskie, a większość linii brzegowej stanowią plaże.

## Budowa geologiczna i rzeźba
Wyspy Dziewicze należące do archipelagu Małych Antyli, pod względem budowy geologicznej wykazują znaczne analogie ze strukturami Wielkich Antyli, a szczególnie leżącej w pobliżu wyspy Portoryko. Niemal wszystkie wyspy są pochodzenia wulkanicznego, gdzie występują skały wylewne i osadowe. Skały te pochodzą z kredy i trzeciorzędu i w czasie orogenezy alpejskiej podlegały procesowi fałdowaniu i deformowaniu. Jedynie wyspa Anegada jest pochodzenia koralowego i zbudowana jest z wapieni rafowych, pochodzących z czwartorzędu.

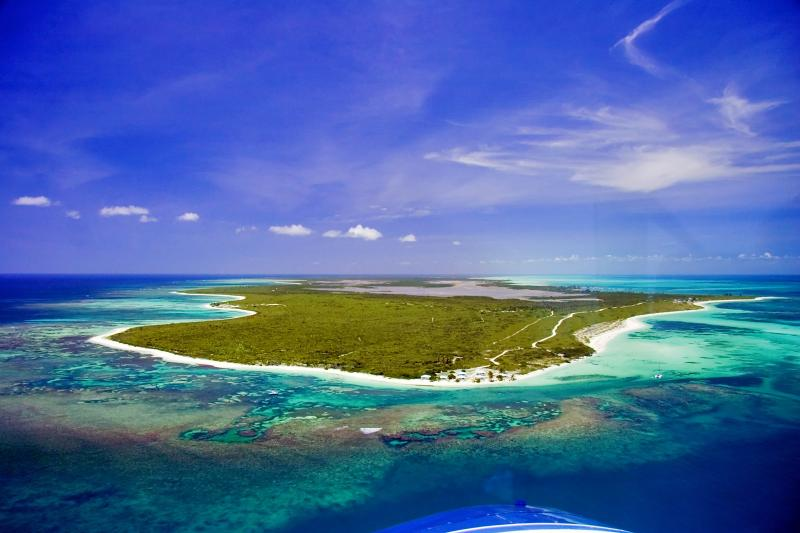
Anegada

Wszystkie wyspy oprócz Anegady cechują się górzystą lub pagórkowatą, urozmaiconą formą krajobrazu. Nawet niewielkie wyspy i wysepki pozbawione są równinnej monotonii. Cechą niektórych wysp są strome zbocza sięgające brzegu morskiego. Najwyższy szczyt Brytyjskich Wysp Dziewiczych – Mount Sage o wysokości 542 m n.p.m. znajduje się na Tortoli. Większość wzniesień to formacje wznoszące się na 250–350 m n.p.m. Jedynie Anegada jest wyspą nizinną, o równinnym, pozbawionym wzgórz terenie.

## Klimat

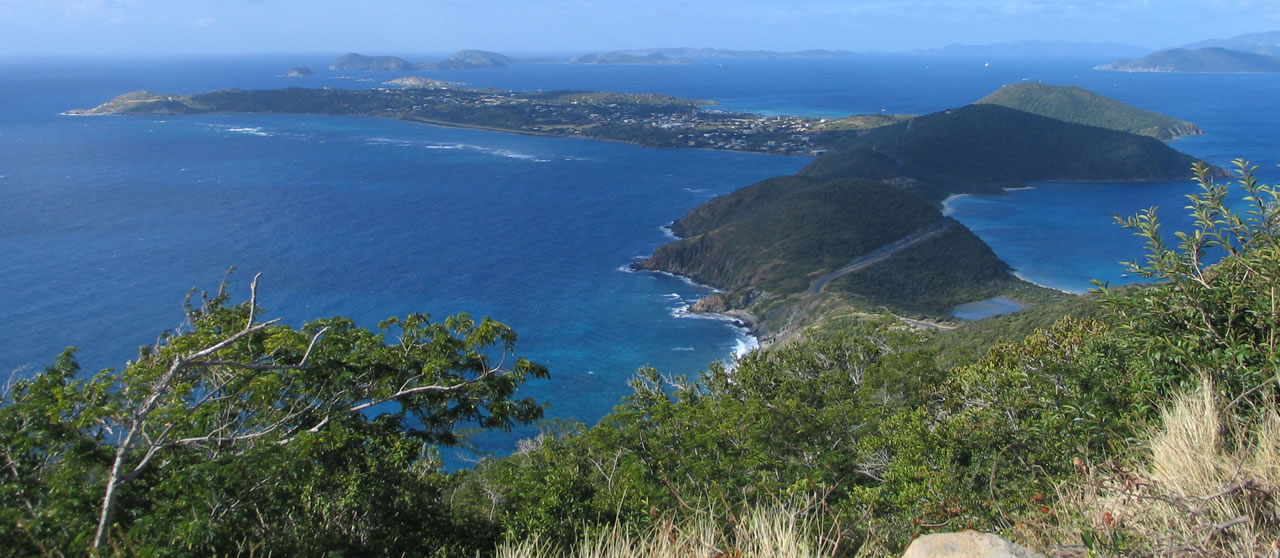
Virgin Gorda

Brytyjskie Wyspy Dziewicze leżą w strefie klimatu równikowego, który modelowany jest przez północno-wschodnie pasaty przynoszące obfite opady deszczu. Istotną cechą wysp są niewielkie różnice w wysokich, tropikalnych temperaturach. Klimat w dużej mierze uwarunkowany przez ciepłe prądy morskie i poziom nasłonecznienia. Minimalny kąt padania słońca w zenicie wynosi 49°, a 90° następuje już w maju.
Temperatury są wysokie, charakterystyczne dla klimatu równikowego. Zimą średnie wartości wynoszą 25 °C, zaś latem średnia dobowa wynosi 28 °C. Dobowe wahania są niewielkie, a latem średnie dzienne wartości nieznacznie przekraczają 32 °C. Temperatury nigdy nie schodzą poniżej 20 °C.
Opady deszczu są także wysokie i średnia roczna dla całego archipelagu przekracza wartość 1000 mm. Opady występują prawie przez cały rok, a lutym i w marcu zaznacza się krótka pora sucha, gdzie opady są najniższe. Największe opady notuje się jesienią. Obszar wysp znajduje się w strefie działania niszczycielskich huraganów, nawiedzających wyspy w okresie letnio-jesiennym. Przez cały rok panuje wysoka wilgotność przekraczająca wartość 70%.

## Wody
Sieć rzeczna jest średnio rozwinięta. Na większych wyspach występuje sieć krótkich rzek, mających w zasadzie postać górskich potoków i strumieni, które są dosyć zasobne w wodę. Duży przybór wód obserwuje się w okresie letnio-jesiennym. Rzeki nacechowane są progami i wodospadami. Na Anegadzie leżą dwa duże, płytkie jeziora.

## Gleby
Wyspy należą do karaibskiej krainy glebowej, a pokrywają je czerwone gleby laterytowe i ferality.

## Flora i fauna
Naturalną formację roślinną wysp stanowią tropikalne lasy wiecznie zielone, których gatunki drzew częściowo tracą liście w okresie najmniejszych opadów. Obszary leśne zajmują niewielki obszar Wysp Dziewiczych. Na wybrzeżach miejscami występują zarośla namorzynowe. Liczne są także palmy kokosowe. Wyspy otaczają współczesne rafy koralowe. Znaczne obszary wysp są zagospodarowane rolniczo.
Brytyjskie Wyspy Dziewicze należą do antylskiej krainy neotropikalnej. Liczne są gatunki morskie jak skorupiaki i wiele gatunków ryb. Bogaty świat ptaków reprezentowany głównie przez ptactwo morskie. Niewielkie połacie lasów tropikalnych są schronieniem dla wielu gatunków zwierząt. Na wyspach nie ma dużych ssaków.